# Rudy Lenoir
Pour les articles homonymes, voir Schwartz et Lenoir.
Rudy Lenoir, de son vrai nom Rudolf Hubert Schwartz est un acteur français né le 20 avril 1913 à Strasbourg et mort le 23 novembre 1995 à Montfermeil.

## Biographie
Né le 20 avril 1913 à Strasbourg, Gaulliste de la première heure, ses origines alsaciennes lui ont souvent valu d'endosser l'uniforme de la Wehrmacht au cinéma. Il est de ces acteurs qui ont maintenu la tradition des seconds rôles pittoresques sur les écrans français au long de quarante ans de carrière qui l'ont mené de Jean Dréville à Alain Payet en passant par Jean-Pierre Mocky et Claude Chabrol.
Il a vécu la plus grande partie de sa vie à Chelles (Seine-et-Marne).
Il décède le 23 novembre 1995 à l'hôpital de Montfermeil (Seine-Saint-Denis).

## Filmographie

### Cinéma
- 1945 : Le Jugement dernier, de René Chanas
- 1946 : Mission spéciale, de Maurice de Canonge
- 1946 : Jéricho, d'Henri Calef
- 1946 : Les Clandestins, d'André Chotin
- 1946 : L'assassin n'est pas coupable, de René Delacroix
- 1946 : Nuits d'alerte, de Léon Mathot
- 1947 : Un flic, de Maurice de Canonge
- 1948 : Voyantes et médiums, court-métrage de Jean-Louis Valray
- 1948 : Les Casse-pieds ou La parade du temps perdu, de Jean Dréville
- 1949 : La Bataille du feu ou Les Joyeux Conscrits de Maurice de Canonge
- 1949 : L'Homme aux mains d'argile, de Léon Mathot
- 1950 : Le grand rendez-vous, de Jean Dréville
- 1950 : L'Atomique Monsieur Placido, de Robert Hennion
- 1951 : Bibi Fricotin, de Marcel Blistène
- 1951 : La Vie chantée, de Noël-Noël, sketch Le cinéma parlant
- 1952 : La Fille au fouet, de Jean Dréville et René Le Hénaff
- 1952 : La Poison, de Sacha Guitry
- 1952 : Brelan d'as, de Henri Verneuil
- 1952 : Le Rideau rouge ou Ce soir on joue Macbeth, d'André Barsacq
- 1953 : Le Gang des pianos à bretelles, de Gilles de Turenne
- 1953 : La neige était sale, de Luis Saslavsky
- 1953 : L'Esclave, d'Yves Ciampi
- 1953 : Thérèse Raquin, de Marcel Carné
- 1953 : Escale à Orly, de Jean Dréville
- 1954 : Escalier de service, de Carlo Rim, dans le sketch Les Grimaldi : un inspecteur
- 1953 : Pas de souris dans le bizness, d'Henry Lepage
- 1953 : Marchandes d'illusions, de Raoul André
- 1955 : Port du désir, d'Edmond T. Gréville
- 1955 : Le Fil à la patte, de Guy Lefranc
- 1955 : Les Évadés, de Jean-Paul Le Chanois : un gardien
- 1955 : Marie-Antoinette reine de France, de Jean Delannoy
- 1955 : À la manière de Sherlock Holmes, d'Henry Lepage
- 1956 : Paris canaille, de Pierre Gaspard-Huit
- 1956 : L'Homme à l'imperméable, de Julien Duvivier : un agent cycliste
- 1956 : Le colonel est de la revue, de Maurice Labro
- 1957 : La Roue, d'André Haguet et Maurice Delbez
- 1958 : La Tête contre les murs, de Georges Franju : « le Planqué »
- 1958 : Le Petit Prof, de Carlo Rim : un soldat allemand
- 1958 : Le Sicilien, de Pierre Chevalier
- 1959 : Les Dragueurs, de Jean-Pierre Mocky : un invité à la surboum
- 1959 : Pantalaskas, de Paul Paviot
- 1960 : Les Godelureaux, de Claude Chabrol
- 1961 : À rebrousse-poil, de Pierre Armand
- 1961 : De quoi tu te mêles, Daniela !, de Max Pécas
- 1961 : Snobs !, de Jean-Pierre Mocky : Alfred, le photographe de L'Écho
- 1962 : Les Culottes rouges, d'Alex Joffé : un gardien allemand)
- 1962 : Le Jour le plus long, (The Longest Day) de Ken Annakin, Andrew Marton et Bernhard Wicki
- 1962 : Mélodie en sous-sol, d'Henri Verneuil : le caissier de M. Grimp
- 1962 : Les Vierges, de Jean-Pierre Mocky
- 1963 : Le Vice et la Vertu, de Roger Vadim
- 1963 : Le Train (The Train), de John Frankenheimer et Bernard Farrel : un officier allemand
- 1963 : Un drôle de paroissien, de Jean-Pierre Mocky : l'inspecteur Quiqueville
- 1964 : La Grande Frousse, ou La Cité de l'indicible peur de Jean-Pierre Mocky : le patron du café
- 1964 : Fantomas, d'André Hunebelle : un gardien de prison + un invité à la réception
- 1964 : Les Gorilles, de Jean Girault : Lucien
- 1965 : La Bourse et la Vie, de Jean-Pierre Mocky : un surveillant de l'agence de Paris
- 1966 : Paris brûle-t-il ?, de René Clément : un officier allemand
- 1966 : La Ligne de démarcation, de Claude Chabrol : le sous-officier allemand contrôlant Maurice Ronet
- 1966 : La Grande Vadrouille, de Gérard Oury : un officier allemand
- 1967 : Les Compagnons de la marguerite, de Jean-Pierre Mocky : l'employé de mairie efféminé
- 1967 : Le Crime de David Levinstein, d'André Charpak
- 1967 : Les Grandes Vacances, de Jean Girault : un professeur
- 1967 : Le Franciscain de Bourges, de Claude Autant-Lara : un Allemand
- 1968 : Goto, l'île d'amour, de Walerian Borowczyk : le juge d'instruction
- 1968 : Le Gendarme se marie, de Jean Girault un candidat adjudant à l'examen
- 1968 : Le Tatoué, de Denys de la Patellière : un garçon de restaurant
- 1968 : Salut Berthe, de Guy Lefranc
- 1968 : La Grande Lessive !, de Jean-Pierre Mocky : le chef de service O.V.T.F
- 1969 : Maldonne, de Sergio Gobbi : l'officier allemand
- 1969 : L'Étalon, de Jean-Pierre Mocky : un mari
- 1969 : Le Clan des Siciliens, de Henri Verneuil : le gendarme chez le juge d'instruction
- 1970 : Le Mur de l'Atlantique, de Marcel Camus : un sous-officier
- 1970 : Solo, de Jean-Pierre Mocky : le maître d'hôtel russe
- 1971 : L'Albatros, de Jean-Pierre Mocky : le gardien du super marché
- 1972 : Lâchez les chiennes, de Bernard Launois
- 1972 : Chut !, de Jean-Pierre Mocky : l'épargnant
- 1972 : Hellé, de Roger Vadim
- 1973 : Mais où est donc passée la septième compagnie ?, de Robert Lamoureux : l' adjudant allemand rigolard
- 1973 : C'est la queue du chat qui m'électrise (Hausfrauen Report international), de Ernst Hofbauer : le marchand de journaux
- 1973 : Les Violons du bal, de Michel Drach : un officier S.S
- 1973 : Comment réussir... quand on est con et pleurnichard, de Michel Audiard : le client allemand
- 1974 : Gross Paris, de Gilles Grangier
- 1974 : Un linceul n'a pas de poches, de Jean-Pierre Mocky : un journaliste
- 1974 : Nada, de Claude Chabrol : M. Bouillon
- 1975 : Opération Lady Marlène, de Robert Lamoureux : le cycliste allemand
- 1975 : Les Dépravées du plaisir (ou Le Gibier), de Bernard Launois
- 1975 : Le Bon et les Méchants, de Claude Lelouch
- 1976 : Furies sexuelles, d'Alain Payet
- 1976 : Dora, la frénésie du plaisir, de Willy Rozier
- 1976 : Les Machines à sous, de Bernard Launois : Henri, le policier
- 1976 : Bartleby, de Maurice Ronet : un locataire
- 1976 : French Erection, d'Alain Payet
- 1977 : Elsa Fräulein SS, de Patrice Rhomm : le général Von Gludz
- 1977 : Train spécial pour Hitler, d'Alain Payet : Von Holtz
- 1977 : La nuit, tous les chats sont gris, de Gérard Zingg : le chauffeur de taxi
- 1978 : Violette Nozière, de Claude Chabrol
- 1978 : Nathalie dans l'enfer nazi, d'Alain Payet
- 1979 : La Guerre du pétrole, de Luigi Batzella
- 1979 : Monique et Julie, deux collégiennes en partouze, d'Alain Payet : le professeur Oiseau
- 1980 : Amour au pensionnat, d'Alain Payet
- 1980 : La Pension des surdoués, de Olivier Mathot et Pierre Chevalier : l'hôtelier
- 1980 : Sacrés Gendarmes, de Bernard Launois : l'ami Fritz
- 1982 : Les Filles du camping, d'Alain Payet
- 1980 : L'Inconnue, d'Alain Payet (sous le pseudonyme de John Love) : le majordome
- 1980 : Une belle carrosserie, d'Alain Payet
- 1980 : Qu'est-ce qui fait craquer les filles ?, de Michel Vocoret
- 1983 : Palace girl, d'Alain Payet
- 1986 : Chère canaille, de Stéphane Kurc (inédit en salles)

### Télévision
- 1969 : Le Vol du Goéland, téléfilm de Jean Kerchbron
- 1972 : Les Thibault, mini-série : le colonel Stolbach
- 1972 : Die große Reise der Agathe Schweigert (de), téléfilm de Joachim Kunert : Jacques
- 1972 : Les Chemins de pierre, série télévisée
- 1973 : La Ligne de démarcation, - épisode 13 : Rémy (série télévisée) : August
- 1974 : Tod eines Mannequins, téléfilm de Jörg A. Eggers
- 1974 : Der kleine Doktor (de), épisode Der Dieb der Diebe : Alain et épisode Der Rote : Renard, le marchand d'art
- 1974 : Les Brigades du Tigre, épisode La confrérie des loups de Victor Vicas
- 1976 : Minichronique, série télévisée de René Goscinny et Jean-Marie Coldefy, épisode C'est du cinéma : le taxi
- 1981 : Le Mythomane, mini-série de Michel Wyn, épisode Un pantalon tout neuf : Linstow
- 1981 : Un petit paradis, téléfilm de Michel Wyn : le marchand de cadeaux
- 1983 : Les Beaux Quartiers, téléfilm de Jean Kerchbron d'après le roman d'Aragon
- 1985 : Hôtel du siècle, série télévisée
- 1986 : Chère canaille, film de Stéphane Kurc (jamais passé en salle, mais à la télévision)